# Cappella di Santa Maria dei Bulgari
La cappella dedicata a Santa Maria dei Bulgari è un piccolo edificio religioso presente nel complesso del palazzo dell'Archiginnasio di Bologna.

## Storia
Nel luogo dove ora è sita assieme all'Archiginnasio sappiamo che nel XII secolo sorgevano le case del giurista Bulgaro, uno dei quattro dottori allievo di Irnerio, da cui la cappella prende nome. Questi edifici vennero poi acquistati dal Comune di Bologna, e nel 1178 vi si trasferì il podestà, dove rimase coi suoi uffici fino al 1201 quando fu completato il palazzo del Podestà in piazza Maggiore.
La cappella venne eretta assieme all'Archiginnasio nel 1563-1565, voluta dal vicelegato Pier Donato Cesi come luogo di culto per l'Università. È stata gravemente danneggiata dai bombardamenti di Bologna del 29 gennaio 1944.

## Descrizione
La cappella si trova al piano terra, con accesso sul lato est del cortile. Ospita al suo interno un ciclo di affreschi eseguiti tra il 1591 e il 1594 da Bartolomeo Cesi sulle Storie della vita della Vergine ed in gran parte rovinati dopo il bombardamento del 1944. Sull'altare maggiore è presente la pala dell'Annunciazione, realizzata nel 1582 dal pittore fiammingo Denijs Calvaert.